# Ruth Pfau
Ruth Pfau (1929 – 2017) là một bác sĩ, nữ tu người Pakistan gốc Đức nổi tiếng ở Pakistan. Bà được nhiều người gọi là "người chiến thắng bệnh phong cùi". Sơ Ruth Pfau là nữ tu sĩ thuộc Dòng Trái Tim Đức Mẹ của Giáo hội Công giáo Rôma. Bà được xem là “Mẹ Têrêxa của Pakistan”. Bà qua đời vào thứ 5, ngày 10 tháng 8 năm 2017 tại Karachi. Lễ tang của bà được tổ chức theo nghi thức trọng thể cấp nhà nước tại Pakistan.

## Cuộc đời
Nữ tu Ruth Pfau có tên đầy đủ là Ruth Katherina Martha Pfau. Bà sinh ngày 9 tháng 9 năm 1929 tại Leipzig, Đức, cha mẹ là Kito giáo Lutheran.
Bà có bốn chị em gái và một anh trai. Nhà của bà đã bị phá hủy do ném bom trong thế chiến II. Sau khi Liên Xô chiếm đóng Đông Đức, bà đã trốn thoát đến Tây Đức Đức]] cùng với gia đình và chọn ngành y là nghề nghiệp tương lai của mình. Trong những năm 1950, bà học ngành y tại Đại học Mainz. Trong thời gian này, Pfau thường xuyên gặp một phụ nữ Cơ đốc giáo người Hà Lan, người sống sót trong trại tập trung và đang cống hiến cuộc đời mình để "rao giảng về tình yêu và sự tha thứ". Sau "trải nghiệm thay đổi cuộc đời", Pfau rời khỏi "một hiệp hội lãng mạn" với một sinh viên và tham gia vào các cuộc thảo luận trong khoa triết học và văn học cổ điển của Mainz. Sau khi hoàn thành khám sức khỏe, Pfau chuyển đến Marburg để tiếp tục nghiên cứu lâm sàng. Bà đã được rửa tội như một tín đồ Tin Lành Tin Lành vào năm 1951, trước khi chuyển sang dòng Công giáo La Mã vào năm 1953. Pfau nói rằng bà đã học được "lòng can đảm của con người" từ Saint Thomas Aquinas thông qua bài viết của Josef Pieper. bà gia nhập một giáo xứ Công giáo, và bà bị ảnh hưởng rất nhiều bởi Romano Guardini  The Lord trong giai đoạn này.
Năm 1957, Pfau chuyển đến Paris và gia nhập Con gái của Trái tim Đức Mẹ, một mệnh lệnh Công giáo. Bà nói: "Khi bạn nhận được một cuộc gọi như vậy, bạn không thể từ chối, vì đó không phải là bạn đã đưa ra lựa chọn.... Chúa đã chọn bạn cho chính mình." Lệnh sau đó đã gửi bà đến miền nam Ấn Độ; tuy nhiên, vào năm 1960, , bà gặp vấn đề về thị thực nên phải ở lại Karachi. Bà đã đi nhiều nơi khác nhau ở Pakistan, qua cả biên giới đến Afghanistan để giải cứu những bệnh nhân bị gia đình bỏ rơi hoặc nhốt trong phòng nhỏ suốt đời.

## Cuộc sống ở Pakistan
Không phải tất cả chúng ta có thể ngăn chặn một cuộc chiến; nhưng hầu hết chúng ta đều có thể giúp giảm bớt nỗi đau khổ về thể xác và tâm hồn.— Ruth Pfau

Năm 1960, ở tuổi 31, Pfau quyết định dành phần còn lại của cuộc đời mình cho người dân Pakistan và cuộc chiến chống lại dịch bệnh phong. Khi còn ở Karachi, tình cờ bà đến thăm khu phố Lepers đằng sau Đường McLeod (nay là I. I. Đường Chundrigar) gần Ga xe lửa Thành phố. Tại đây, bà quyết định rằng việc chăm sóc bệnh nhân sẽ là sứ mệnh cuộc đời mình. Bà bắt đầu điều trị y tế cho các bệnh nhân phong trong một túp lều ở khu vực này. Trung tâm Bệnh phong Marie Marie  được thành lập (sau này phân nhánh thành các chương trình phòng chống bệnh lao và mù lòa) và công tác xã hội cho các bệnh nhân phong và các thành viên gia đình của họ được bắt đầu bởi Bác sĩ I K Gill. Một phòng khám bệnh phong đã được mua lại vào tháng 4 năm 1963, giúp các bệnh nhân từ khắp thành phố Karachi, từ những nơi khác ở Pakistan, và thậm chí từ cả Afghanistan được điều trị.
Năm 1979, bà được bổ nhiệm làm Cố vấn Liên bang về Bệnh phong cho Bộ Y tế và Phúc lợi Xã hội của Chính phủ Pakistan. Pfau đã đi đến các khu vực xa xôi của Pakistan, những nơi không có cơ sở y tế cho bệnh nhân phong. Bà đã thu thập quyên góp ở Đức, Pakistan và hợp tác với các bệnh viện ở Rawalpindi và Karachi. Để hợp pháp hóa dịch vụ của mình, bà đã được trao quốc tịch Pakistan vào năm 1988.
Do những nỗ lực liên tục của bà, năm 1996, Tổ chức Y tế Thế giới tuyên bố Pakistan là một trong những quốc gia đầu tiên ở châu Á kiểm soát bệnh phong. Theo Dawn, số ca mắc bệnh phong trên toàn quốc đã giảm đáng kể từ 19.398 vào đầu những năm 1980 xuống còn 531 vào năm 2016.

## Qua đời
Vào sáng sớm ngày 10 tháng 8 năm 2017, khoảng 4 giờ sáng giờ PST, Pfau đã mất tại Bệnh viện Đại học Aga Khan ở thành phố Karachi sau khi nhập viện vì vấn đề hô hấp vào ngày 4 tháng 8 năm 2017. Bà đã được đặt máy thở sau khi tình trạng sức khỏe trở nên kém hơn kể từ sau ngày 6 tháng 8. Bà đã từ chối các thiết bị hỗ trợ sự sống, được các bác sĩ của cô gỡ bỏ vào ngày hôm sau, theo mong muốn của bà về "sống một cuộc sống tự nhiên". Pfau đã phải chống chọi lại với một số vấn đề sức khỏe do tuổi cao, bao gồm cả bệnh thận và tim, mà bà đã trải qua điều trị trong vài năm. 

### Phản ứng
Tổng thống Mam Chiều Hussain đã đưa ra tuyên bố: Không thể quên công ơn của Tiến sĩ Pfau vì đã chấm dứt bệnh phong ở Pakistan. Bà rời quê hương và biến Pakistan thành quê hương của mình để phục vụ nhân loại. Quốc gia Pakistan chào Tiến sĩ Pfau và truyền thống vĩ đại của bà để phục vụ nhân loại sẽ được tiếp tục.
Sau khi bà qua đời, Thủ tướng Pakistan Shahid Khaqan Abbasi ra tuyên bố, đám tang của sơ Ruth Pfau sẽ được tổ chức tại Nhà thờ Saint Patrick, Karachi vào ngày 19 tháng 8 năm 2017 theo nghi thức trọng thể cấp nhà nước.